# Regimentul 30 Gardă „Mihai Viteazul”

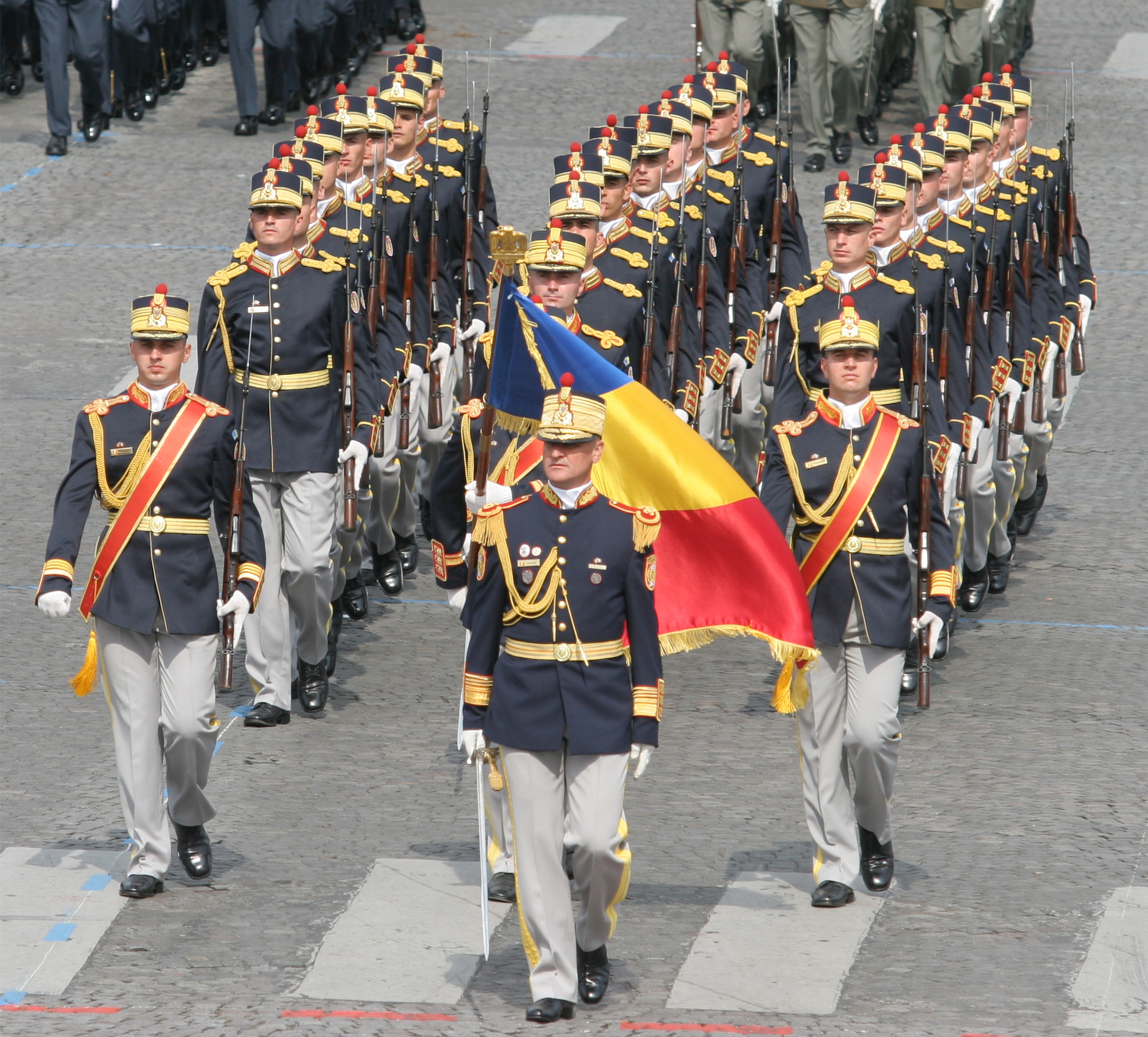

Regimentul 30 Gardă „Mihai Viteazul” este o unitate a Armatei Române.

## Istoric
Prima unitate de gardă din istoria militară națională, a fost înființată la 1 iulie 1860 în baza Decretului Nr.63 de către domnitorul Alexandru Ioan Cuza, sub denumirea de Batalionul 1 Tiraliori.

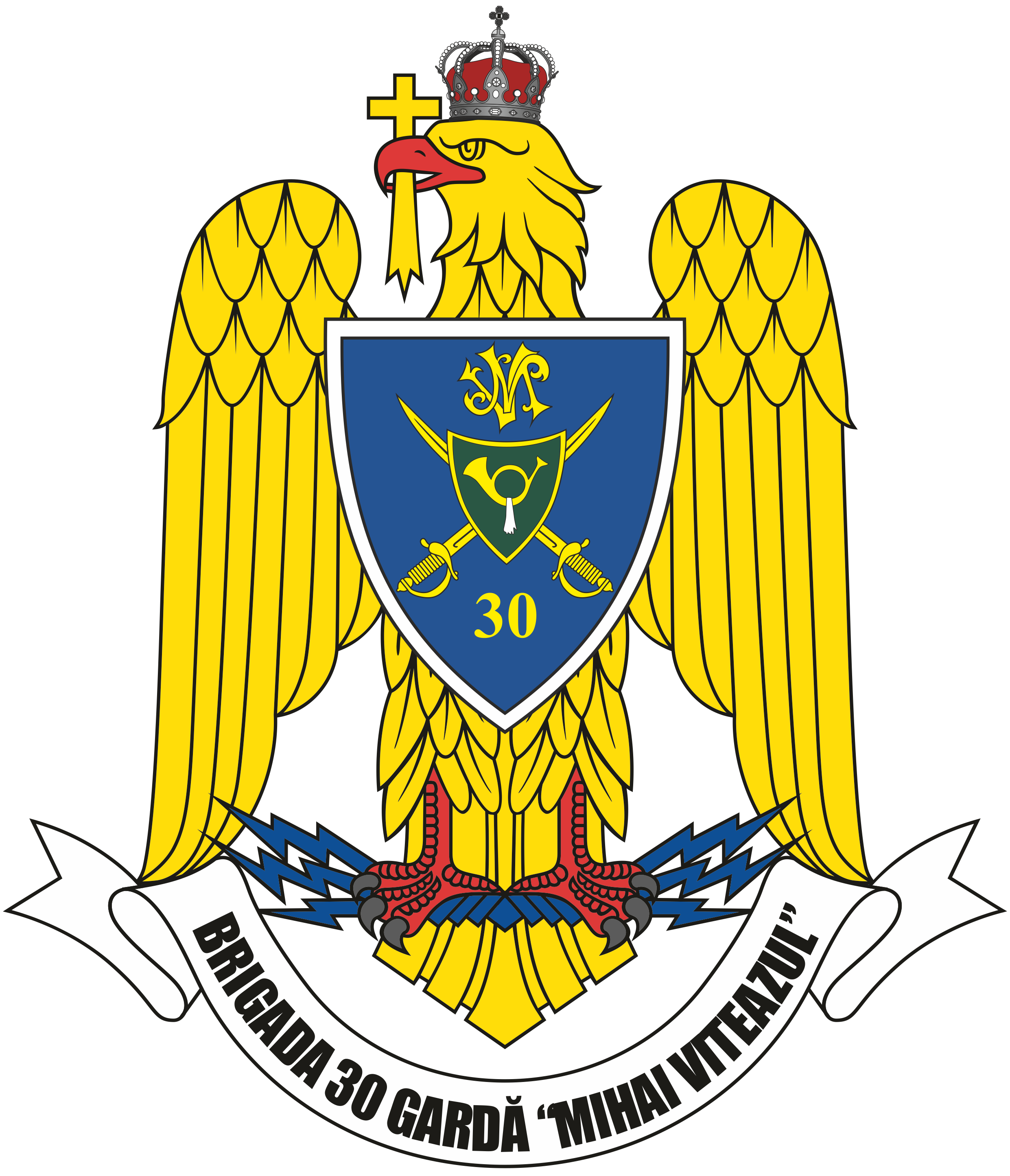
Însemne heraldice

## Galerie

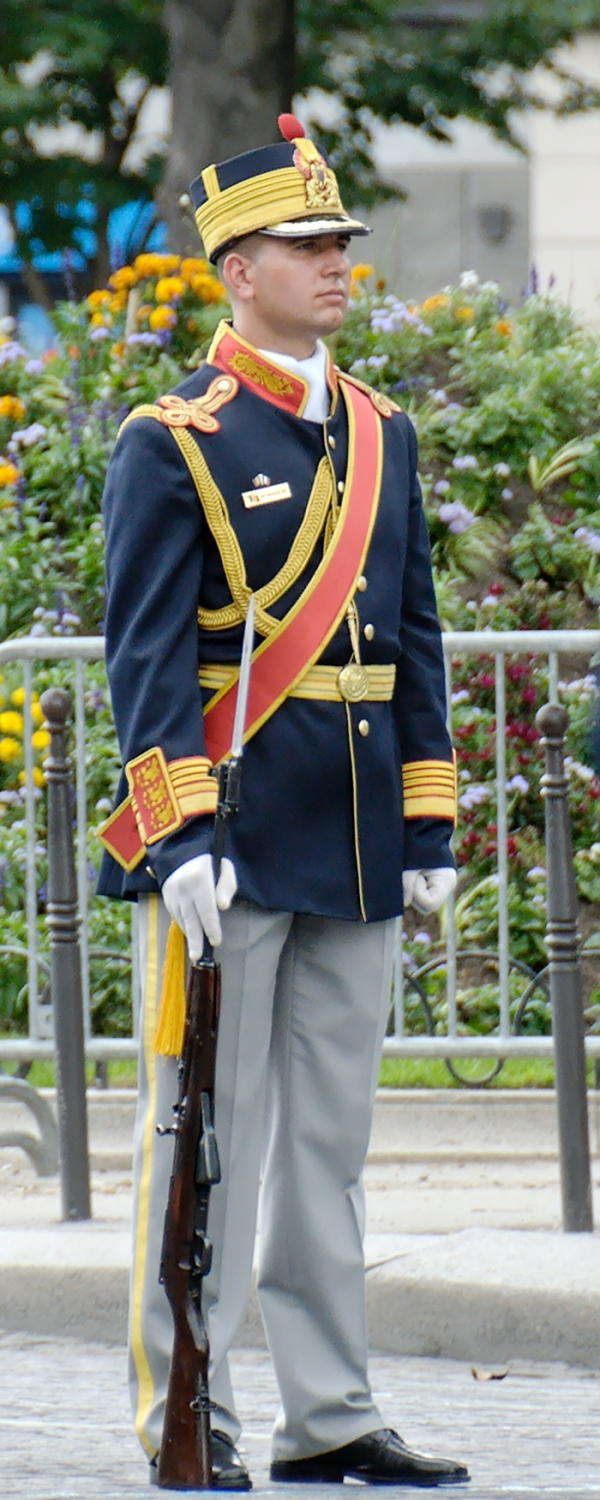
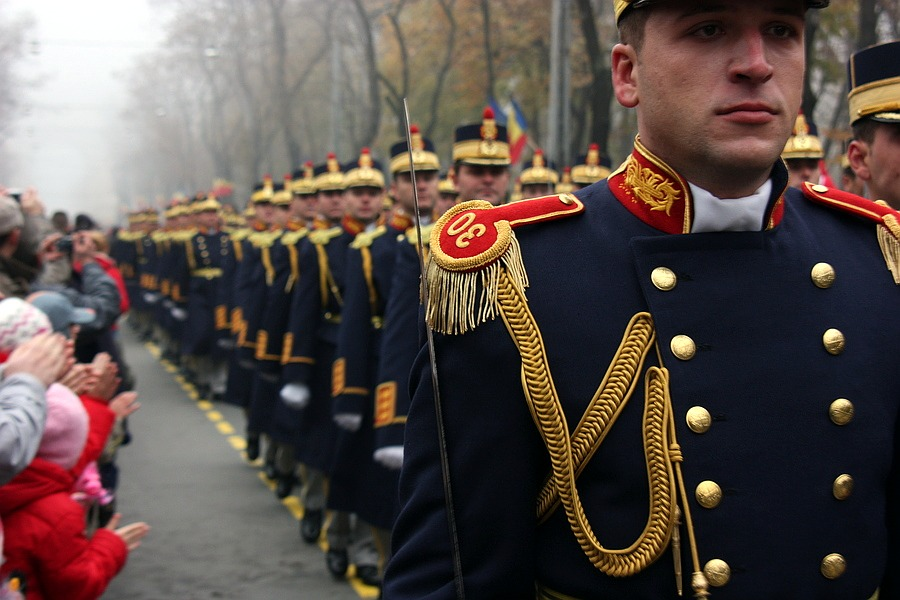
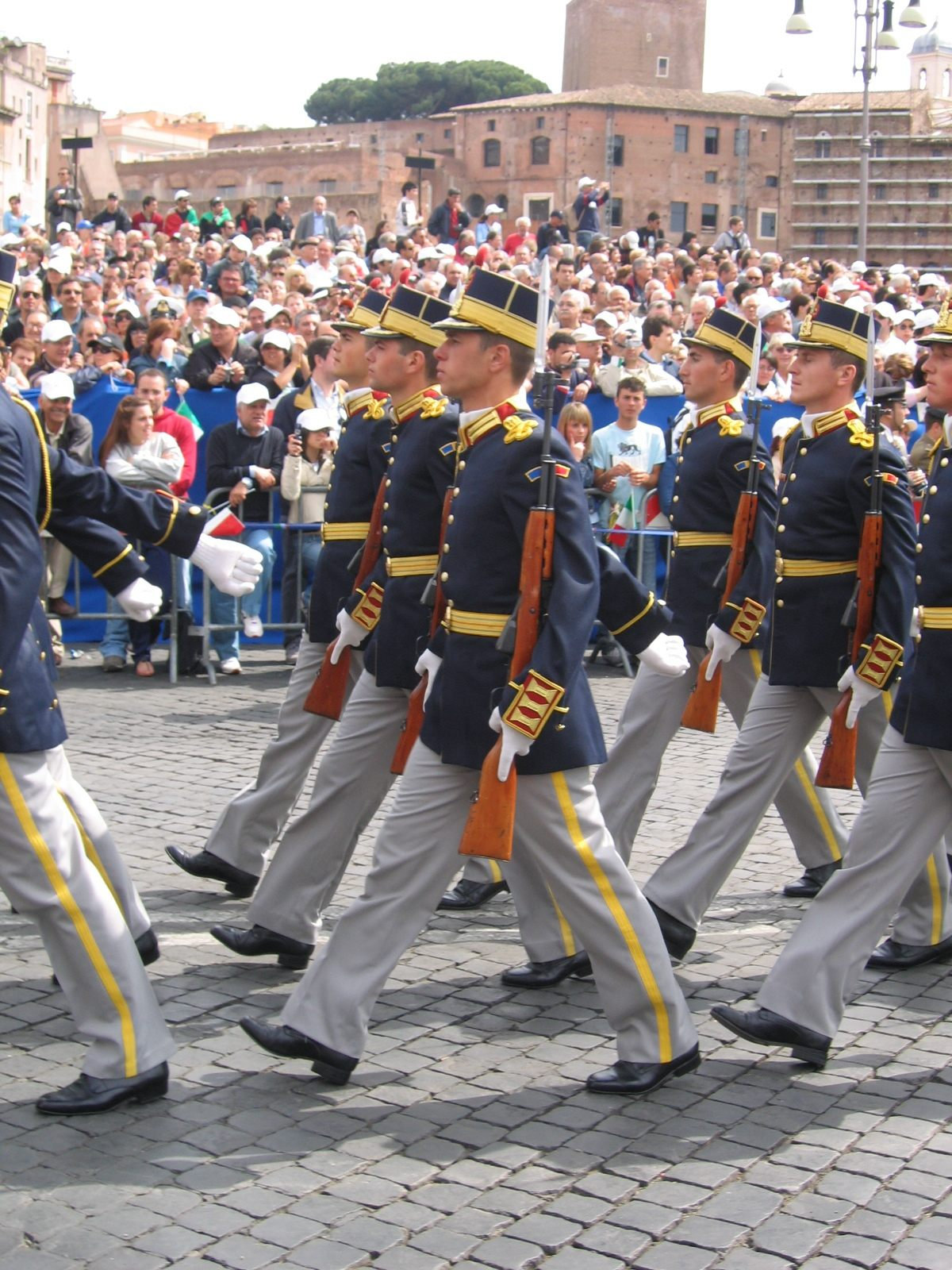
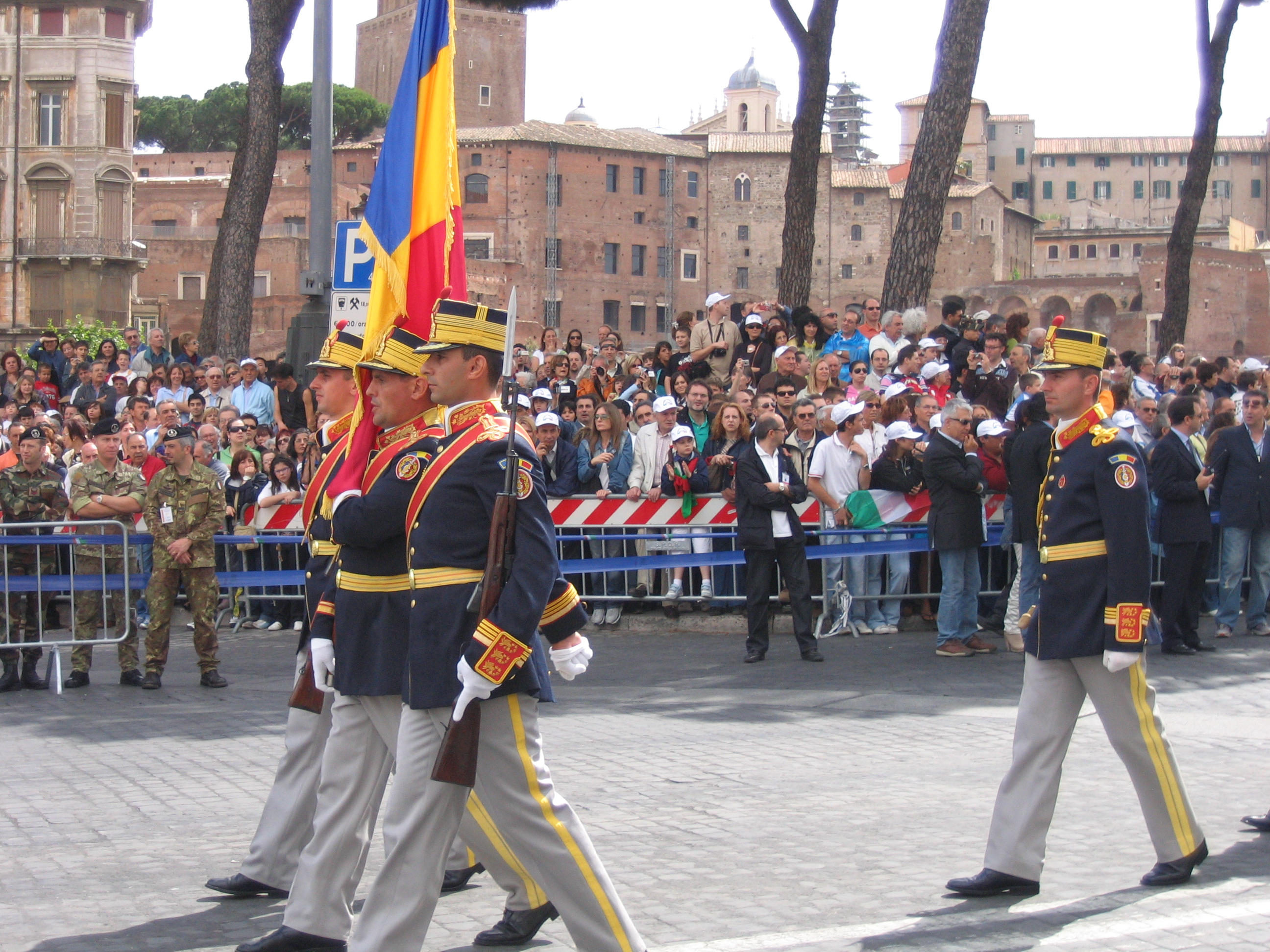
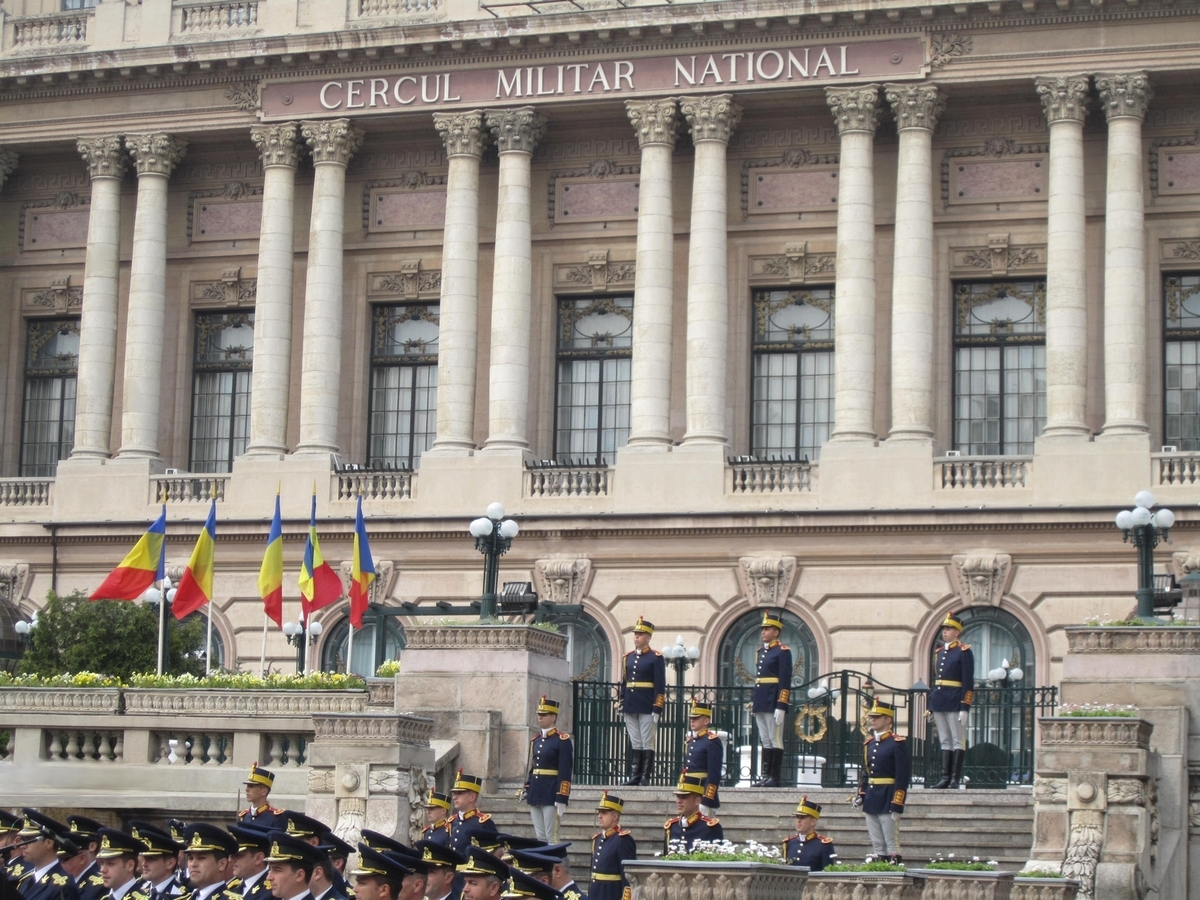
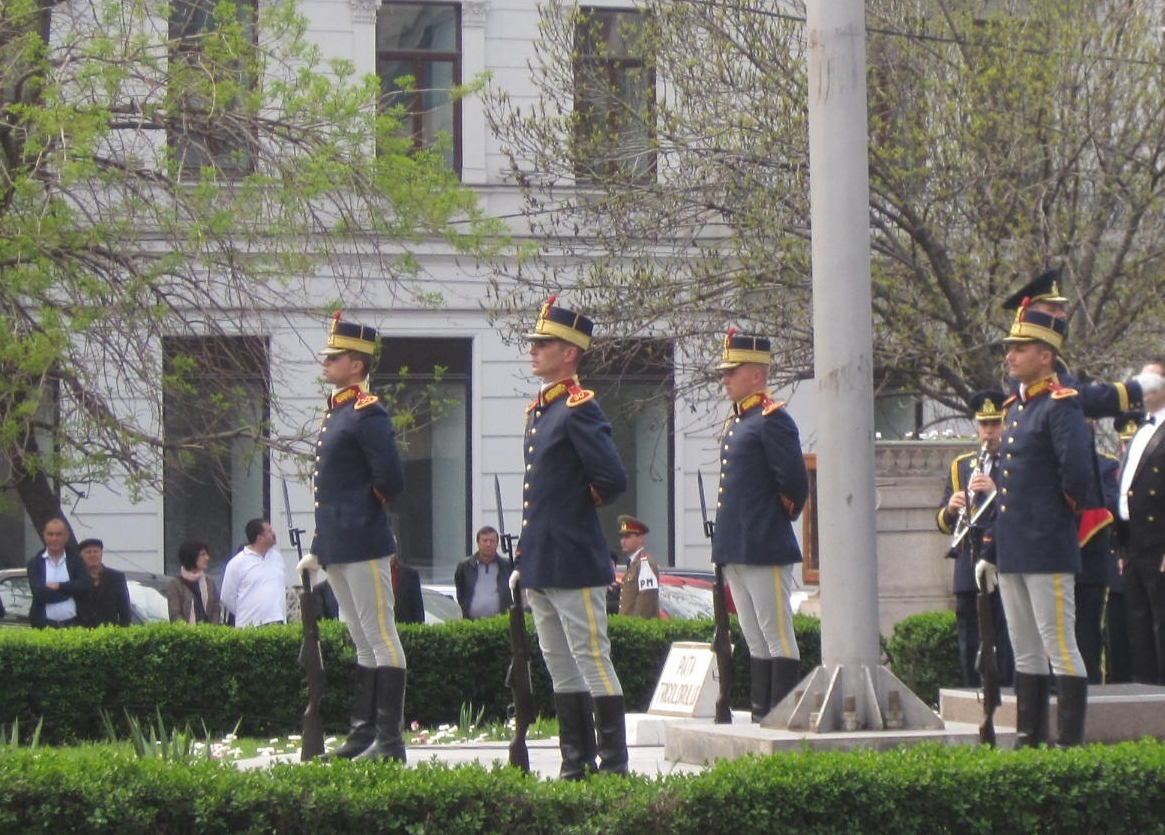